# Hubertus Trauttenberg

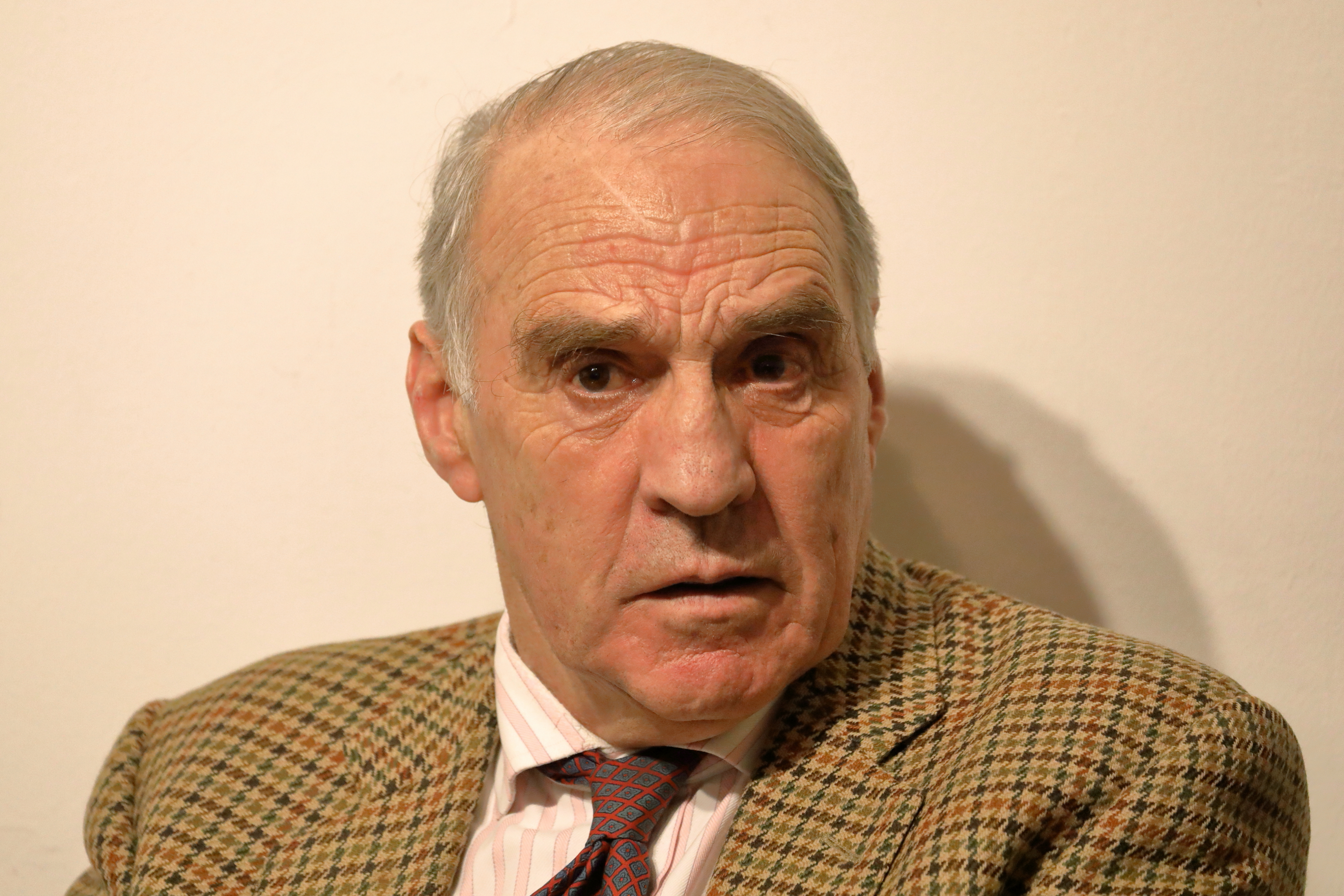
Hubertus Trauttenberg (2020)

Hubertus Trauttenberg (* 23. September 1941 in Salzburg) ist ein ehemaliger Berufsoffizier des österreichischen Bundesheeres mit dem letzten Dienstgrad General. Er war Kommandant (mit der Führung betraut) des II. Korps in Salzburg und engagiert sich seit 2006 als Kommandant im Malteser Hospitaldienst Austria (MHDA).

## Leben
Hubertus Trauttenberg ist ein Angehöriger der Familie Trauttenberg (Adelsgeschlecht). Nach der Volks- und Mittelschule absolvierte er seinen Grunddienst bei der Aufklärungstruppe und wechselte 1961 an die Theresianischen Militärakademie in Wiener Neustadt. 1964 wurde er zum Leutnant der Panzertruppe befördert. In den frühen 1970er Jahren absolvierte er den 6. Generalstabskurs an der Landesverteidigungsakademie in Wien und trat als Referent in den Generalstabsdienst ein. Ab 1979 war Trauttenberg in verschiedenen Funktionen im Militärkommando Oberösterreich tätig, u. a. als; Kommandant der 4. Panzergrenadierbrigade. Im Jahr 1996 wechselte er in die Hofburg, als Adjutant von Thomas Klestil. 2001 erfolgte die Bestellung zum Korpskommandanten des II. Korps, er löste damit Engelbert Lagler ab. Im Zuge der Heeresreform 2002 wurde Trauttenberg Ende 2002 pensioniert.
Hubertus Trauttenberg ist verheiratet, aus der Ehe gingen vier Söhne und eine Tochter hervor.
Seit seiner Pensionierung tritt Trauttenberg für eine Freiwilligenarmee ein.

„Unser Wehrsystem ist - und da nehme ich jetzt die Worte des Ministers in den Mund - megasinnlos. Pausenlos drehen wir an der Ausbildungskurbel, indem wir Jahr für Jahr 25.000 Wehrpflichtige ausbilden - und nach sechs Monaten kommt ihr erworbenes Wissen in den militärischen Abfallkübel, weil die jungen Männer zu nichts mehr verwendet werden. - derstandard.at/1348285908566/Trauttenberg-Unser-Wehrsystem-ist-megasinnlos“

## Auszeichnungen (Auszug)
- Wehrdienstzeichen
- 1990: Goldenes Ehrenzeichen für Verdienste um die Republik Österreich[2]
- 1997: Großes Ehrenzeichen für Verdienste um die Republik Österreich[2]